# مورین مورفی (شناگر)
مورین مورفی (به انگلیسی: Maureen Murphy) (۲۳ مارس ۱۹۳۹ - ۲۰۱۹) شناگر اهل ایالات متحده آمریکا بود.